# La Mata de Ledesma
La Mata de Ledesma é um município da Espanha na província de Salamanca, comunidade autónoma de Castela e Leão, de área 38,65 km² com população de 128 habitantes (2007) e densidade populacional de 3,52 hab/km².

## Demografia
| Variação demográfica do município entre 1991 e 2004 | Variação demográfica do município entre 1991 e 2004 | Variação demográfica do município entre 1991 e 2004 | Variação demográfica do município entre 1991 e 2004 |
| --------------------------------------------------- | --------------------------------------------------- | --------------------------------------------------- | --------------------------------------------------- |
| 1991                                                | 1996                                                | 2001                                                | 2004                                                |
| 177                                                 | 155                                                 | 148                                                 | 137                                                 |